# Electroputere Parc
Electroputere Parc este un centru comercial din Craiova, România, construit într-o fostă hală a uzinei Electroputere Craiova.
A fost deschis pe 19 noiembrie 2011. La sfârșitul anului 2016 este preluat de grupul francez Catinvest, care mai deține și Centrul Comercial Esplanada , Centrul Comercial Orhideea și Centrul Comercial TOM Constanța. Până la sfârșitul anului 2018 au fost realizate investiții de peste 70 milioane de euro.
A fost dezvoltat printr-o o investiție estimată la circa 100 milioane euro.
Are o suprafață închiriabilă de 71.000 m². Incluzând aripa nouă, deschisă în Octombrie 2018, Electoputere Parc ajunge la o suprafață închiriabilă de 83.000 de metri pătrați, fiind unul dintre cele mai mari centre comerciale din țară. La finele anului 2021, o a doua clădire, parte din aripa de vest a centrului comercial, care include spații de birouri de 8300 m², respectiv spații comerciale de 4400 metri pătrați, a fost inaugurată. În anul 2022, clădirea principală a Electroputere Parc a fost extinsă cu încă 5500 m², cuprinzând spații comerciale, respectiv o terasă exterioară pentru zona de restaurante și cafenele.
În mai 2013, Electroputere Parc a intrat în insolvență, urmând ca, în octombrie 2016, să iasă din această stare.

### Magazine
Printre clienții principali ai centrului comercial se numără Auchan, Leroy Merlin, Media Galaxy, Decathlon, respectiv LC Waikiki, C&A, H&M , dispus pe două niveluri, odată cu relocarea magazinului.
Alte magazine prezente în cadrul Electroputere Parc sunt, în funcție de categorie:
- Bijuterii și accesorii: Teilor, Sevda, Sabrini, B&B, Splend'or, Meli Melo, Exquisite, Kultho, Calf Bijou, Be in Time;
- Copii: Noriel, SMYK, Pepco, Cocodrillo, La Maison du Bebe;
- Îmbrăcăminte: C&A, H&M, Pull & Bear, Bershka, CROPP, House, Kenvelo, Bigotti, Lee Cooper, Musse, New Yorker, NISSA, Poema, Reserved, Sinsay, Stradivarius, Takko, Timeout, Tom Tailor, BSB, Vagabond Studio, Escudo;
- Încălțăminte & marochinărie: CCC, Deichmann, Benvenuti, Office Shoes, Il Passo, Salamander, Musette, MOVE Shoes;
- IT & electronice: Media Galaxy, Flanco;
- Mașini: Simode Impex (showroom Volvo);
- Mobilă, echipamente pentru casă: Mobexpert, Kitchen Shop, JYSK;
- Înfrumusețare, îngrijire, farmacii: Douglas, Dr. Max, HelpNet, Kendra Cosmetics, Kallos, Yves Rocher, Marionnaud;
- Articole sportive: Intersport, Adidas, Various Brands, Sportisimo, Hervis Sports, Sport Vision;
- Telefonie: Orange Store, DIGI, Vodafone (Ilex).[7]

De asemenea, următoarele restaurante și cafenele sunt prezente: McDonald's, KFC, Burger King, Pizza Hut, Taco Bell, Pep & Pepper, Cartofisserie, Mesopotamia, Dabo Doner, Restaurant Ardelenesc Oșanu, Boss MiniBurgers, Pizzeria Celentano, Claviky Pizzeria, McGrill, Pastabasta, Abbraccio Gelateria, Gioelia, Candy, Doux Eclair, Frapperie, Ted's Coffee, Starbucks, Hedone Cafe, Grand Caffe.
Nu în ultimul rând, în cadrul centrului comercial funcționează și un cinematograf: Inspire Cinema.